# Tranvia Monza-Meda-Cantù
La tranvia Monza-Meda-Cantù era una linea tranviaria interurbana a trazione elettrica, che collegava la città di Monza ai popolosi centri della Brianza occidentale.

## Storia

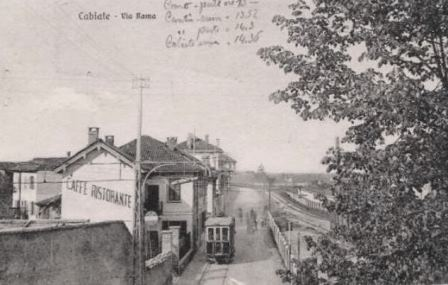
Cabiate, via Roma

La linea fu concessa alla Società Tranvie Elettriche Briantee (STEB), partecipata da diversi enti locali fra cui il Comune di Lissone, che l'attivò il 30 luglio 1910 da Monza a Meda.
Il 21 novembre 1912 fu la volta della tratta da Meda a Cantù; in quest'ultima località fu realizzato un capolinea che consentiva l'interscambio con la tranvia per Como.
La tranvia fu soppressa il 1º dicembre 1952, nonostante ATM, negli anni precedenti, avesse cercato di incorporarla nella propria rete. Lo sforzo fu indotto dal parallelismo con la propria linea nella tratta fra Seregno e Desio.

## Caratteristiche

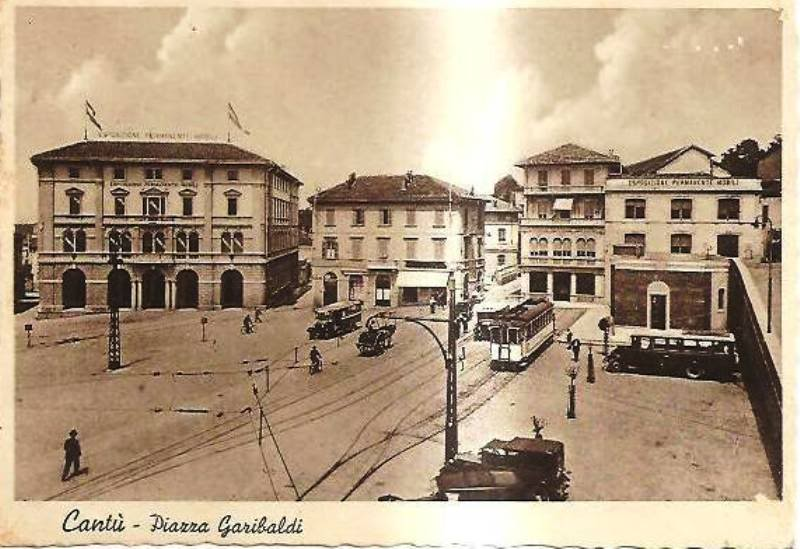
Cantù, capolinea di piazza Garibaldi

Lunga 26,415 km, la linea presentava curve di raggio non inferiore a 21,5 metri e una pendenza massima del 53 per mille; l'armamento era costituito da rotaie Vignoles da 24,5 kg/metro, che prendevano il posto di quelle a gola tipo Phoenix impiegate nell'attraversamento urbano di Monza, dal peso di 35 kg/m.
Diversamente dalle linee Edison, elettrificate a 600 V cc, la Monza-Meda-Cantù era alimentata alla tensione di 1350 V, ispirandosi all'esperienza delle linee bresciane della SEB elettrificate a 1200 V.

### Percorso
| Unknown route-map component "uexCONTgq" | Unknown route-map component "uexBHFq" | Unknown route-map component "uexCONTfq" |

| Unknown route-map component "uexKBHFa" |

| Unknown route-map component "uexBHF" |

| Unknown route-map component "uexBHF" |

| Unknown route-map component "uexBHF" |

| Unknown route-map component "b" | Unused straight waterway | Unknown route-map component "STR+l" | Unknown route-map component "CONTfq" |

|  | Unknown route-map component "uexBHF" | Stop on track |

|  | Unknown route-map component "uexBHF" | Station on track |

| Unknown route-map component "CONTgq" | Unknown route-map component "uxmKRZ" | One way rightward |

| Unknown route-map component "CONTgq" | Unknown route-map component "STR+r" | Unused straight waterway |  | Unused urban continuation backward |

| Unknown route-map component "CONTgq" | Unknown route-map component "ABZg+r" | Unknown route-map component "uexABZg+l" | Unused transverse waterway | Unknown route-map component "uexABZgr" |

|  | Station on track | Unknown route-map component "uexBHF" |  | Unused straight waterway |

|  | One way leftward | Unused waterway under railway bridge | Unknown route-map component "ABZq+r" | Unknown route-map component "uexBRÜCKEu" + Unknown route-map component "CONTf@Fq" |

| Unknown route-map component "b" | Unknown route-map component "uexBHF" | Straight track | Unused straight waterway |

|  | Unknown route-map component "uexCONTgq" | Unknown route-map component "uexKRZ" + Unknown route-map component "uexSTRr" | Unknown route-map component "emKRZo" | Unknown route-map component "uexSTRr" |

| Unknown route-map component "STR+l" | Unused straight waterway + Station on transverse track | One way rightward |

| Stop on track | Unknown route-map component "uexBHF" |  |

| Unknown route-map component "tSTRa" | Unused straight waterway | Unused urban continuation backward |

| Unknown route-map component "tSTR2" | Unknown route-map component "uexKBHFe" + Unknown route-map component "tSTRc3" | Unused straight waterway |

| Unknown route-map component "uexCONTgq" | Unused transverse waterway + Unknown route-map component "tSTRc1" | Unknown route-map component "tSTR+4" + Unused transverse waterway | Unknown route-map component "uexABZgr" |  |

| Unknown route-map component "uexCONTgq" | Unknown route-map component "uexBHFq" | Unknown route-map component "tSTRe@f" + Unused transverse waterway | Unknown route-map component "uexSTRr" |  |

| Unknown route-map component "CONTgq" | Station on transverse track | Unknown route-map component "ABZqr" | Transverse track | Unknown route-map component "CONTfq" |

Il capolinea monzese, che risultò sempre separato rispetto a quello delle reti Edison/STEL, sorgeva in via Carlo Prina, allora denominata via Como. Il binario seguiva la viabilità locale, avvicinandosi alla Ferrovia Milano-Chiasso per effettuare fermata in corrispondenza della stazione di Lissone-Muggiò.
Allontanatasi nuovamente dalla ferrovia, la stessa veniva di nuovo raggiunta con una fermata posta in corrispondenza del caratteristico fabbricato viaggiatori a ponte della stazione di Desio, superata la quale il binario della tranvia puntava verso nord, intersecando la linea Milano-Carate/Giussano e raggiungendo il deposito ancora utilizzato dalla tranvia Milano-Desio.

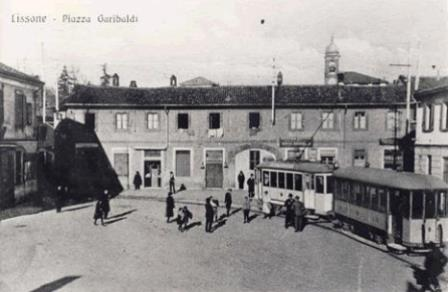
Lissone, Piazza Garibaldi

Raggiunta Seregno e sottopassata nuovamente la ferrovia veniva effettuata fermata in corrispondenza della stazione ferroviaria per poi procedere in direzione nord ovest lungo l'asse costituito dalle vie Cadore e Indipendenza fino alla stazione di Meda, raggiunta dopo un'ertesezione a raso con i binari della ferrovia Milano-Asso, che veniva seguita con un tracciato ad essa parallelo fino alla stazione di Cabiate. Da qui i due percorsi prendevano a divergere, con la stazione tranviaria di Mariano Comense posta a circa un chilometro di distanza da quella delle Ferrovie Nord Milano.
Seguita la direttrice costituita dalla strada provinciale 36 la linea terminava infine a Cantù con un capolinea posto nella centrale piazza Garibaldi da cui era possibile l'interscambio con i tram della tranvia Como-Cantù-Asnago.

## Materiale rotabile
Quale dotazione originaria la STEB acquistò quattro elettromotrici a due assi da 51 kW numerate nel gruppo 11-14, due delle quali vennero in seguito demotorizzate. Una successiva fornitura comprendeva cinque elettromotrici di maggior potenza (132 kW) e dimensioni, a carrelli, dotate altresì di compartimento per i bagagli. Numerate 1-5, tali unità vennero fornite dalla Carminati e Toselli.
Nel 1925 il TIBB fornì due elettromotrici a carrelli dalla potenza di 142 kW; il medesimo costruttore realizzà nel 1938 altre quattro unità a cassa metallica nonché in congruo numero di equipaggiamenti di trazione che consentì di uniformare le caratteristiche del parco; quest'ultimo era completato da dieci rimorchiate a due assi.
Alla chiusura della linea quattro motrici a carrelli furono rilevate dall'ATM: demotorizzate, furono reimpiegate come rimorchiate sulla tranvia Milano-Vimercate.